# إيفلين أرمسترونغ
إيفلين أرمسترونغ (بالإنجليزية: Eve Armstrong)‏ هي رسامة نيوزيلندية، ولدت في 1978.